# 37. Tony-gála
A 37. Tony-gála az 1982/1983-as szezon legjobb Broadway színházi alakításait értékelte. A díjátadót 1983. június 5-én tartották a New York-i Gershwin Theatreben, a műsor házigazdái Richard Burton, Lena Horne és Jack Lemmon voltak. A gálát az CBS televízióadó közvetítette élőben.

## Győztesek és jelöltek
A nyertesek félkövérrel jelölve.
| Legjobb színdarab | Legjobb musical |
| --- | --- |
| - Kakukktojás – Harvey Fierstein - Angels Fall – Lanford Wilson - Jóccakát, anya – Marsha Norman - Plenty – David Hare | - Macskák - Blues in the Night - Merlin - My One and Only |
| Legjobb színdarab újra a színpadon | Legjobb szövegkönyv musicalben |
| - On Your Toes - Minden jó, ha vége jó - Pillantás a hídról - Zendülés a Caine hajón | - T. S. Eliot – Macskák - Betty Comden, Adolph Green – A Doll's Life - Richard Levinson, William Link – Merlin - Peter Stone, Timothy S. Mayer – My One and Only                     |
| Legjobb férfi főszereplő színdarabban | Legjobb női főszereplő színdarabban |
| - Harvey Fierstein – Kakukktojás (Arnold Beckoff) - Jeffrey DeMunn – K2 (Taylor) - Edward Herrmann – Plenty (Raymond Brock) - Tony Lo Bianco – Pillantás a hídról (Eddie) | - Jessica Tandy – Foxfire (Annie Nations) - Kathy Bates – Jóccakát, anya (Jessie Cates) - Kate Nelligan – Plenty (Susan Traherne) - Anne Pitoniak – Jóccakát, anya (Thelma Cates)    |
| Legjobb férfi főszereplő musicalben | Legjobb női főszereplő musicalben |
| - Tommy Tune – My One and Only (Billy Buck Chandler) - Al Green – Your Arm's Too Short to Box with God (Előadó) - George Hearn – A Doll's Life (További szereplők) - Michael V. Smartt – Porgy és Bess (Porgy) | - Natalia Makarova – On Your Toes (Vera Barnova) - Lonette McKee – Komédiások hajója (Julie LaVerne) - Chita Rivera – Merlin (A királynő) - Twiggy – My One and Only (Edith Herbert) |
| Legjobb férfi mellékszereplő színdarabban | Legjobb női mellékszereplő színdarabban |
| - Matthew Broderick – Brighton Beach Memoirs (Eugene Jerome) - Željko Ivanek – Brighton Beach Memoirs (Stanley Jerome) - George N. Martin – Plenty (Leonard Darwin) - Stephen Moore – Minden jó, ha vége jó (Parolles) | - Judith Ivey – Gőzben (Josie) - Elizabeth Franz – Brighton Beach Memoirs (Kate Jerome) - Roxanne Hart – Passion (Kate) - Margaret Tyzack – Minden jó, ha vége jó (Rousillon grófnő) |
| Legjobb férfi mellékszereplő musicalben | Legjobb női mellékszereplő musicalben |
| - Charles "Honi" Coles – My One and Only (Mr. Magix) - Harry Groener – Macskák (Munkustrapp) - Stephen Hanan – Macskák (További szereplők) - Lara Teeter – On Your Toes (Junior) | - Betty Buckley – Macskák (Grizabella) - Christine Andreas – On Your Toes (Frankie Frayne) - Karla Burns – Komédiások hajója (Queenie) - Denny Dillon – My One and Only (Mickey)     |
| Legjobb eredeti zene | Legjobb koreográfia |
| - Macskák – Andrew Lloyd Webber (zene), T. S. Eliot (dalszöveg) - A Doll's Life – Larry Grossman (zene), Betty Comden, Adolph Green (dalszöveg) - Merlin – Elmer Bernstein (zene), Don Black (dalszöveg) - Seven Brides for Seven Brothers – Gene de Paul (zene), Al Kasha, Joel Hirschhorn (zene és dalszöveg), Johnny Mercer (dalszöveg) | - Thommie Walsh, Tommy Tune – My One and Only - George Faison – Porgy és Bess - Gillian Lynne – Macskák - Donald Saddler – On Your Toes                                              |
| Legjobb színdarabrendező | Legjobb musicalrendező |
| - Gene Saks – Brighton Beach Memoirs - Marshall W. Mason – Angels Fall - Tom Moore – Jóccakát, anya - Trevor Nunn – Minden jó, ha vége jó | - Trevor Nunn – Macskák - Michael Kahn – Komédiások hajója - Ivan Reitman – Merlin - Tommy Tune, Thommie Walsh – My One and Only                                                     |
| Legjobb díszlettervezés | Legjobb jelmeztervezés |
| - Ming Cho Lee – K2 - John Gunter – Minden jó, ha vége jó - David Mitchell – Foxfire - John Napier – Macskák | - John Napier – Macskák - Lindy Hemming – Minden jó, ha vége jó - Rita Ryack – My One and Only - Patricia Zipprodt – Alice Csodaországban                                            |
| Legjobb látványtervezés | |
| - David Hersey – Macskák - Ken Billington – Foxfire - Robert Bryan, Beverly Bryan – Minden jó, ha vége jó - Allen Lee Hughes – K2 | |

### Különdíjak
- A legjobb körzeti színház: Oregon Shakespeare Festival Association

## Előadott számok
- "The Real American Folk Song" - Diahann Carroll
- "Stairway to Paradise" - Ben Vereen
- "Somebody Loves Me" - Jack Lemmon, Ginger Rogers
- "Lady Be Good" - Hal Linden, Ginger Rogers
- "Someone to Watch Over Me" - Melissa Manchester
- "How Long Has This Been Going On?" - Bonnie Franklin
- "Vodka" - Dorothy Loudon
- "I Got Rhythm" - Michele Lee
- "There's a Boat dat's Leavin' Soon For New York" - Robert Guillaume.
- Macskák ("Jellicle Songs for Jellicle Cats"/"Memory" - Betty Buckley)
- Merlin ("It's About Magic" - Doug Henning)
- My One and Only ("Kicking the Clouds Away" - Tommy Tune)

## Műsorvezetők
A gálán az alábbi műsorvezetők működtek közre:
- George Abbott
- Diahann Carroll
- David Cassidy
- James Coco
- Cleavant Derricks
- Colleen Dewhurst
- Sergio Franchi
- Bonnie Franklin
- Peter Michael Goetz
- Mark Hamill
- Cheryl Hartley
- Florence Lacey
- Frank Langella
- Court Miller
- Liliane Montevecchi
- Jerry Orbach
- Jay Patterson
- John Rubinstein
- Pamela Sousa

## Fordítás
- Ez a szócikk részben vagy egészben  a(z)   37th Tony Awards című angol Wikipédia-szócikk fordításán alapul.  Az eredeti cikk szerkesztőit annak laptörténete sorolja fel. Ez a jelzés csupán a megfogalmazás eredetét és a szerzői jogokat jelzi, nem szolgál a cikkben szereplő információk forrásmegjelöléseként.